# Лагуат (област)
Лагуат (на арабски: ولاية الأغواط) е област (уилая) в централната част на Алжир.
Административен център на областта е едноименния град Лагуат, чието име в превод означава „оазис“.

## Географско положение
Област Лагуат е разположена на северната граница на пустинята Сахара, на прехода между гъстонаселeния север и слабоонаселения юг на Алжир. Граничи с областите Джелфа на север и изток, Гардая на юг, Ел Баяд на запад и Тиарет на северозапад.

## Административно деление
Областта е разделена на 10 окръга и 24 общини.

### Окръзи
- 1. Афлу (Aflou)
- 2. Аин Махдѝ (Aïn Mahdi)
- 3. Брида (Brida)
- 4. Ел Гиха (El Ghicha)
- 5. Гелтет Сиди Саад (Gueltet Sidi Saâd)
- 6. Хаси Рхмел (Hassi R’Mel)
- 7. Ксар ел Хиран (Ksar El Hirane)
- 8. Лагуат
- 9. Уед Мора (Oued Morra)
- 10. Сиди Махлуф (Sidi Makhlouf)